# Стопанска банка - Скопие
Вижте пояснителната страница за други значения на Стопанска банка.
„Стопанска банка АД – Скопие“ е най-голямата и най-стара банка, оперираща в Република Северна Македония.
В началото 2000 година контролният пакет акции е закупен от гръцката частна Национална банка на Гърция. Главен изпълнителен директор и председател на управителния съвет е гъркът Диомидис Николетопулос.